# Moldoványi István
Retteghi Moldoványi István (Balassagyarmat, 1871. április 9. – Budapest, 1916. augusztus 2.) bölcseleti és jogi doktor, vegyészmérnök, királyi iparfelügyelő.

## Élete
Moldoványi Sándor és Preyer Irma fia. Középiskoláit a budapesti piaristák főgimnáziumában, az egyetemet szintén Budapesten végezte és itt avatták doktorrá. 1892-ben az egyetem I. kémiai intézetében állami vegyésznövendék lett. 1894-ben a földművelési minisztérium megbizásából hosszabb külföldi úton az agrikultur-kémiát tanulmányozta. Az 1894. VIII. nemzetközi közegészségügyi kongresszuson mint a 19. szakosztály titkára működött. 1896-ban a kereskedelemügyi minisztériumban államszolgálatba lépett, majd királyi iparfelügyelő volt Budapesten. Neje Mensshengen Sarolta (1874-1936) volt, akivel 1901. június 22-én kötött házasságot Bécsben.

## Írásai
Cikkei a Gyógyszerészi Közlönyben (1892. A fény kémiai hatásáról, A czukrok synthesise, A fajsúly meghatározás néhány módja); a Gyógyszerészi Hetilapban (1892. A gyógyszerek vizsgálhatásáról, 1893. A titkos szerekről); a Természett. Közlönyben (Pótfüzet 19. 1892. Az elektrolyzisről); a Közgazdasági Szemlében (1896. A socialisztikus irodalom Olaszországban); a Közigazgatási s jogi Lexikonnak is munkatársa volt.

## Munkái
- Adatok a jód oldhatóságához. Bpest, 1892. (Doktori értekezés).
- A tincturákról. Tekintettel a magy. gyógyszerkönyvre. Bpest, 1893. (Különny. a Gyógyszerészi Közlönyből).
- Az extractumokról. Tekintettel a magyar gyógyszerkönyvre. Bpest, 1894. (Különny. a Gyógyszerészi Közlönyből).
- Az első magyar orvosi könyv. Bpest, 1894. (Különny. az Orvosi Hetilapból).
- A közgazdasági válság-elméletek története. Bpest, 1897.
- Die Entstehung der Monarchie in Ungarn. Bpest, 1898.
- A munkások érdekképviselete. Bpest, 1898.
- Ipari törvénytár. Az iparra vonatkozó törvények és rendeletek gyűjteménye. A kereskedelemügyi m. kir. miniszter megbizásából. Bpest, 1898. Két kötet.
- A magyar iparfelügyelői intézmény fejlődése. Bpest, 1899.
- Az ipari és gyári alkalmazottaknak baleset elleni védelméről és az iparfelügyelőkről. Bpest, 1899.
- 1893. évi XXVIII. törvényczikk. Az ipari és gyári alkalmazottaknak baleset elleni védelméről és az iparfelügyelőkről. Magyarázatokkal és jegyzetekkel ellátva. Bpest, 1899.
- A bécsi községi munkaközvetítő intézet. Bpest, 1899. (A 7., 9., 10. és 12. sz. munkák különnyomatok a Magyar Iparból).
- Az iparos és kereskedelmi segédszemélyzet jogviszonya a munkaadóhoz. Bpest, 1900. (Különny. a Jogi Lexikonból).